# Tetraponera petiolata
Tetraponera petiolata är en myrart som beskrevs av Smith 1877. Tetraponera petiolata ingår i släktet Tetraponera och familjen myror. Inga underarter finns listade i Catalogue of Life.